# Extrema (Brasile)
Extrema è un comune del Brasile nello Stato del Minas Gerais, parte della mesoregione del Sul e Sudoeste de Minas e della microregione di Pouso Alegre.
Extrema è chiamato anche Portale di Minas perché collega la regione di San Paolo a quella di Minas Gerais.